# オールド・ヴィック・シアター
オールド・ヴィック・シアター（英語: The Old Vic Theatre)はイギリス・ロンドンにある劇場。最寄り駅はウォータールー駅。

## 設立・沿革
1818年設立と非常に古く、ロイヤル・コバーグ・シアター(英語: The Royal Coburg Theatre)、ロイヤル・ビクトリアン・シアター(英語: The Royal Victorian Theatre)、そしてオールド・ヴィック・シアターと名前が変わっている。1929年にはジョン・ギールグッド率いるオールド・ヴィック・カンパニーが設立され、シェイクスピア劇に力を入れるようになった。また、1960年代にはローレンス・オリヴィエの国立劇場劇団がこの劇場を本拠地とした。
主にストレートプレイを上演し、これまで、リチャード・バートン、アレック・ギネス、ピーター・オトゥール、マギー・スミス、ジュディ・デンチ、イメルダ・スタウントンなどがこの劇場の舞台に立っている。
一時倒産の危機にあったが、ケヴィン・スペイシーが資金を提供し、現在は彼が芸術監督を務めている。理事にはエルトン・ジョンやスティーブン・ダルドリー、リチャード・アッテンボローが名を連ねている。